# Tanystylum dohrnii
Tanystylum dohrnii là một loài nhện biển trong họ Ammotheidae. Loài này thuộc chi Tanystylum. Tanystylum dohrnii được miêu tả năm 1890 voor het eerst wetenschappelijk bởi Schimkewitsch.